# Barrage de South Fork
Le barrage de South Fork est un ancien barrage de Pennsylvanie formant le lac Conemaugh. Le 31 mai 1889, le barrage cède et laisse échapper dix-huit millions de tonnes d’eau sur la ville de Johnstown, entraînant une inondation d’une violence inouïe, tuant plus de 2 000 habitants.

## Dimensions
Le barrage fait 22 mètres de hauteur et 284 mètres de longueur.

## Histoire
La construction du barrage débute en 1838 et s’étend jusqu’en 1853. Elle est entreprit par l’État de Pennsylvanie dans le but de créer un réservoir d’eau pour l’ensemble de l’État. Mais le gouvernement le vend rapidement à la compagnie Pennsylvania Railroad, qui le vend à un investisseur privée. Ce dernier fait du bassin un lieu de pêche sportive attractif. Cependant, les propriétaires négligent l’entretien du barrage et le rendent vulnérable à une crue rapide.

### Rupture de 1889
Le 31 mai 1889, alors qu’une pluie diluvienne s’abat sur les environs, le barrage cède et laisse une vague d’une dizaine de mètres de hauteur s’abattre sur Johnstown. La ville est entièrement détruite, et l’on décompte 2 209 morts et pour 17 millions de dollars de dégâts. C’est une des inondations les plus mortelles de l’histoire des États-Unis,.